# 清水庄平
清水 庄平（しみず しょうへい、1945年（昭和20年）8月8日 - ）は、日本の政治家。
東京都立川市長（4期）、立川市議会議員（3期）、立川市収入役（3期) 、東京都市収入役会長を務めた。

## 概要
4人兄弟の長男として東京都北多摩郡砂川村(砂川町を経て、現在の立川市西砂町)に生まれる。砂川町立西砂川小学校(現在の立川市立第九小学校)、砂川町立砂川中学校(現在の立川市立立川第四中学校)、東京都立武蔵高等学校、日本大学法学部法律学科卒業。
1969年（昭和44年）4月、多摩中央信用金庫（現在の多摩信用金庫）に就職。その後、退職し、1972年（昭和47年）1月、家業の公衆浴場経営にあたる。
1982年（昭和57年）6月、立川市議会議員選挙に自民党公認で出馬し、当選。以後、1986年・1990年と再選。
1991年（平成3年）12月、同市議を3期目途中で辞職し、立川市の収入役に就任。以後、1995年・1999年と再任。
2003年（平成15年）6月、同市収入役を辞職し、同年8月31日執行の立川市長選挙に無所属で出馬するも、現職の青木久に2,274票差で敗れ落選。
2007年（平成19年）9月2日執行の立川市長選挙に、自民党の推薦を得て無所属で出馬し、初当選。投票率は、42.86%。
2011年（平成23年）9月4日執行の立川市長選挙において再選。投票率は、34.62％。
2015年（平成27年）8月9日執行の立川市長選挙において3選。投票率は、29.20％。
2019年（令和元年）9月1日執行の立川市長選挙に、自民党・公明党の推薦を得て立候補。対立候補は立憲民主党・国民民主党・日本共産党・社民党・生活者ネットワークの支持を受けた元都議の酒井大史。投開票の結果、257票差の僅差で酒井を破り4選。投票率は、34.74%。
2023年 (令和5年) 3月15日、今年9月3日執行の立川市長選挙に出馬せず、引退する意向を表明した。この市長選挙においては前都議の清水孝治を後継指名したが、清水は前回に引き続き立候補した酒井に敗れ落選した。
2024年（令和6年）11月の秋の叙勲において、旭日中綬章を受章した。

## 市政
- 立川市職員を128人削減[7]。
- イケアを誘致[7]。
- 2013年（平成25年）11月、家庭ゴミの回収を有料化[8]。
- 2016年（平成28年）7月、受動喫煙防止対策として、立川駅の駅前に設置されていた喫煙所を廃止。清水は廃止の背景について「トップダウンで廃止を決めた」「喫煙所からたき火のような煙がもうもうと上がるのは、この街にふさわしくない」と述べている[9]。
- 2020年（令和2年）6月8日、新型コロナウイルス対策の財源に充てるため、自身と副市長、教育長の6月期末手当を10％減額する条例案を市議会定例会に提出。同日、同条例案は可決された[10]。